# José Hernán Sánchez Porras
José Hernán Sánchez Porras (ur. 31 marca 1944 w Palmirze, zm. 13 października 2014 w Caracas) – wenezuelski duchowny katolicki, ordynariusz polowy Wenezueli w latach 2001-2014.

## Życiorys
Święcenia kapłańskie przyjął 25 czerwca 1967. Pełnił funkcję m.in. rektora seminarium duchownego w San Cristóbal oraz kapelana wojskowego. W latach 1994–1997 był podsekretarzem Konferencji Episkopatu Wenezueli, a w latach 1997-2001 jej sekretarzem generalnym.

### Episkopat
19 grudnia 2000 papież Jan Paweł II mianował go ordynariuszem polowym Wenezueli. Sakry biskupiej udzielił mu 16 lutego 2001 abp Tulio Manuel Chirivella Varela.
Zmarł 13 października 2014. Został pochowany w San Cristóbal.